# Зеленец (Тверская область)
Зеленец — деревня в Калининском районе Тверской области. Входит в состав Заволжского сельского поселения.

## География
Находится в юго-восточной части Тверской области на расстоянии приблизительно 9 км на запад-северо-запад по прямой от города Тверь в левобережье Волги.

## История
На карте 1853 года деревня уже была показана. В 1859 году здесь было учтено 9 дворов.

## Население
Численность населения: 86 человек (1859), 2 человека (русские 100 %) в 2002 году, 25 в 2010.